# Huta Baru (Sip)
Huta Baru (Sip) is een bestuurslaag in het regentschap Padang Lawas Utara van de provincie Noord-Sumatra, Indonesië. Huta Baru (Sip) telt 80 inwoners (volkstelling 2010).